# Тор: Рагнарок
Тор: Рагнарок (енгл. Thor: Ragnarok) је амерички научнофантастични суперхеројски филм из 2017. године, у режији Тајке Вајтитија. Филм је заснован на Марвеловом стрипу о суперхероју Тору и наставак је филма Тор: Мрачни свет из 2013. године. Продуцент филма је Кевин Фајги, а сценарио потписује Ерик Пирсон по стрипу Тор аутора Стена Лија, Џека Кирбија и Ларија Либера и сопственој филмској причи уз помоћ Крејга Кајла и Кристофера Јоста. Ово је седамнаести наставак у серији филмова из Марвеловог филмског универзума. Музику је компоновао Марк Мадерсбауг.
Насловну улогу тумачи Крис Хемсворт, а у осталим улогама су Том Хидлстон, Кејт Бланчет, Марк Рафало, Идрис Елба, Џеф Голдблум, Теса Томпсон, Карл Ербан и Ентони Хопкинс. У филму, Тор мора да побегне са ванземаљске планете Сакар како би спасао Асгард од Хеле и предстојећег Рагнарока.
Трећи филм о Тору је потврђен у јануару 2014, када су Кајл и Јост почели рад на сценарију. Учешће Хемсворта и Хидлстона је потврђено у октобру исте године. Вајтити се придружио као режисер годину дана касније, када је Алан Тејлор, режисер филма Тор: Мрачни свет, одлучио да се не врати за наставак. Рафало се придружио глумачкој постави, репризирајући улогу Хулка из претходних Марвелових филмова, што је додало филму елементе стрипа „Планета Хулк” из 2006. године. Остатак глумачке поставе, укључујући Бланчетову као Хелу, потврђен је у мају 2016. године. Филм је сниман у Бризбејну и Сиднеју, као и у другим деловима Аустралије, закључно са октобром исте године. 
Филм је премијерно приказан 10. октобра 2017. у Лос Анђелесу, док је у америчким биоскопима реализован 3. новембра исте године. У филму су посебно похваљени хумор, глума, режија, акционе сцене и музика, а многи критичари га сматрају најбољим Тор филмом. Зарадио је 854 милиона долара широм света, што га је учинило најуспешнијим филмом у трилогији и деветим најуспешнијим филмом из 2017. године. Наставак, Тор: Љубав и гром, премијерно је приказан 2022. године.

## Радња
Две године након Битке за Соковију, Тор је заробљен од стране демона Суртура који му открива да Один, свих-отац, више није у Асгарду што отвара могућност за коначни пад Асгарда − „Рагнарок”. Суртур планира да уједини своју круну и Вечни пламен који гори у катакомбама Асгарда. Тор дозива Мјолнир, ослобађа се ланаца и убија Суртура, узевши му круну, уверен да је Рагнарок заустављен.
Тор се враћа у Асгард где не затиче Хајмдала, чувара Бифроста. Он налази Локија, који се сада представља као Один те га приморава да му открије локацију њиховог оца. Локи одводи Тора на Земљу, где се срећу са врховним врачом, Стивеном Стрејнџом. Стрејнџ их упути у Норвешку где већ остарели Один припрема свој одлазак у вечност. Один им открива да је Рагнарок неизбежан након његове смрти и да ће се по окончању његовог живота, Хела, богиња смрти и његово прворођено дете појавити и уништити Асгард. Хела је била Одинов војни заповедник док је уједињавао Девет светова, али ју је Один протерао након што су њене освајачке амбиције прешле извесне оквире. Один умире, након чега се Хела појављује. Тор покуша да је заустави Мјолниром, али она га смрви шаком. Локи позива Бифрост како би побегли за Асгард, али Хела их прати кроз дугу и избацује их на непознату планету. Хела порази војску у Асгарду и убије Три ратника. Она успе да васкрсне своју војску која је сахрањена у катакомбама Асгарда уз помоћ Вечног пламена. Из мртвих устаје и њен вук, чудовишни Фенрис. За заповедника своје армије она именује Скарџа. Хела планира да уз помоћ Бифроста покори бројне светове, али мач који контролише дугин мост мистериозно нестаје.
Тор слеће на Сакар, планету-сметлиште са бројним црвоточинама које воде кроз свемир. Трговац робљем Скрапер 142 онеспособи Тора и прода га као гладијатора владару Сакара, Велемајстору са ким се Локи већ спријатељио. Тор препозна Скрапера 142 као једну од Валкира, древног реда жена-бораца са Асгарда, које је Хела до ногу потукла пре много еона. Тор је приморан да се бори са Велемајсторовим шампионом, заправо Хулком. Уз призивање громова чак и без Мјолнира изгледа да Тор добија битку, али Велемајстор саботира такмичење и осигура Хулкову победу. Још увек заробљен, Тор покуша да наговори Тора и Валкиру на борбу против Хеле. Тор успе да самостално побегне и стигне до квинџета којим је Хулк стигао на Сакар, али га Хулк прати и након што види поруку коју му је оставила Романова враћа облик Банера по први пут од борбе у Соковији.
Велемајстор нареди Валкири и Локију да нађу Тора и Хулка, али се пар споречка што натера Локија да оживи Валкирине успомене на борбу против Хеле. Сада решена да помогне Тору, Валкира заробљава Локија. Не желећи да остане сам на Сакару, Локи смисли како да украду брод којим ће се вратити у Асгард. Они ослободе два гладијатора, Корга и Мика, како би изазвали побуну и скренули пажњу са бегунаца. Локи поново покуша да превари брата, али Тор спремно дочека најновију подвалу и оставља Локија на Сакару. Тор, Валкира и Хулк беже са Сакара у Асгард, где Хела креће у напад на Хајмдала и преживеле становнике Асгарда како би се домогла мача који покреће Бифрост. Током борбе са Хелом, Тор губи око и доживи провиђење са својим покојним оцем који га храбри да настави борбу са Хелом и да уради све што је потребно да би је поразио. Пре него се појави Локи са осталим гладијаторима, Банер постаје Хулк и успе да порази Фенриса који пада у амбис свемира са обале Асгарда. Тор шаље Локија да споји Сурторову круну са Вечним пламеном. Суртур устаје из мртвих и уништава Асгард, уједно убивши Хелу.
Тор одлучује да избегли са Асгарда крену пут Земље. У завршним сценама Велемајстора нападају његови потчињени; огроман свемирски брод пресреће брод који са Асгарда иде ка Земљи.

## Улоге
| Глумац             | Улога                           |
| ------------------ | ------------------------------- |
| Крис Хемсворт      | Тор                             |
| Том Хидлстон       | Локи                            |
| Кејт Бланчет       | Хела                            |
| Марк Рафало        | Брус Бенер / Хулк               |
| Идрис Елба         | Хејмдол                         |
| Џеф Голдблум       | Грандмастер                     |
| Теса Томпсон       | Валкира                         |
| Карл Ербан         | Скурџ                           |
| Ентони Хопкинс     | Один                            |
| Бенедикт Камбербач | Стивен Стрејнџ / Доктор Стрејнџ |
| Тајка Вајтити      | Корг                            |
| Мет Дејмон         | Локи глумац                     |
| Сем Нил            | Один глумац                     |
| Лук Хемсворт       | Тор глумац                      |